# Јована Дамњановић
Јована Дамњановић (рођена 24. новембра 1994) је српска фудбалерка, која игра као нападач за Бајерн Минхен у Бундеслиги Немачке.

## Каријера
Међу тимовима за које је играла су ЖФК Црвена звезда и ВфЛ Волфсбург. Члан је женске фудбалске репрезентације Србије. Фудбалерка Јелена Чанковић је Дамњановићева рођака. Са ВфЛ Волфсбург је освојила Лигу шампиона УЕФА 2013–14 и постала прва српска играчица која је остварила овај подвиг.

## Достигнућа
- УЕФА женска лига шампиона: 2013/14
- Бундеслига: Победник 2013–14
- ДФБ-Покал: Победник 2014–15